# Mistrzostwa Polski w Badmintonie 1994
30. Mistrzostwa Polski w Badmintonie 1994 odbyły się w dniach 5–7 maja 1994 w Mielnie.

## Medaliści
| Konkurencja:            | Złoto:                                                                 | Srebro:                                                                | Brąz: |
| gra pojedyncza kobiet   | Katarzyna Krasowska (Technik Głubczyce)                                | Dorota Grzejdak (Motus Koszalin)                                       | Beata Syta (Polonez Warszawa) Sylwia Rutkiewicz (Polonez Warszawa)                                                                                   |
| gra pojedyncza mężczyzn | Dariusz Zięba (Polonez Warszawa)                                       | Jacek Hankiewicz (Polonez Warszawa)                                    | Adrian Bąk (AZS AGH Kraków) Jacek Niedźwiedzki (SKB Suwałki)                                                                                         |
| gra podwójna kobiet     | Marta Lipińska (Polonez Warszawa) Sylwia Rutkiewicz (Polonez Warszawa) | Elżbieta Grzybek (Polonez Warszawa) Beata Syta (Polonez Warszawa)      | Dorota Grzejdak (Motus Koszalin) Marzena Kozłowska (Motus Koszalin) Małgorzata Kowina (Marcovia Marki) Barbara Kulanty (Marcovia Marki)              |
| gra podwójna mężczyzn   | Jerzy Dołhan (Technik Głubczyce) Damian Pławecki (AZS Warszawa)        | Jacek Hankiewicz (Polonez Warszawa) Dariusz Zięba (Polonez Warszawa)   | Michał Mirowski (Ruch Piotrków Tryb.) Marcin Zejmowicz (Ruch Piotrków Tryb.) Mariusz Borowiec (Polonez Warszawa) Robert Mateusiak (Polonez Warszawa) |
| gra mieszana            | Damian Pławecki (AZS Warszawa) Dorota Borek (Technik Głubczyce)        | Robert Mateusiak(Polonez Warszawa) Elżbieta Grzybek (Polonez Warszawa) | Dariusz Kaczmarczyk (Wilga Garwolin) Marzena Lipińska (Wilga Garwolin) Jerzy Dołhan (Technik Głubczyce) Katarzyna Kaczmar (Technik Głubczyce)        |